# Мальці (Кременчуцький район)
Мальці (до 2016 — Чапаєвка) — село в Україні, у Козельщинській селищній громаді Кременчуцького району Полтавської області. Населення становить 528 осіб. До 2020 орган місцевого самоврядування — Мальцівська сільська рада.

## Географія
Село Мальці знаходиться за 1,5 км від села Бреусівка та за 3 км від села Улинівка.

## Історія
12 червня 2020 року, відповідно до розпорядження Кабінету Міністрів України № 721-р «Про визначення адміністративних центрів та затвердження територій територіальних громад Полтавської області», село увійшло до складу Козельщинської селищної громади.
19 липня 2020 року, в результаті адміністративно - територіальної реформи та ліквідації Козельщинського району, село увійшло до складу новоутвореного Кременчуцького району.

## Об'єкти соціальної сфери
- Школа І—ІІ ст.